# Campeonato Croata de Handebol Masculino
O Campeonato Croata de Handebol Masculino', ou Dukat Premijer liga é a maior competição de handebol da Croácia. O campeonato é realizado anualmente sob a forma de pontos corridos contando com dezesseis clubes profissionais. O RK Zagreb, mantem a hegemonia de conquistar todos os títulos desde o início da liga.

## Edição 2014-15
| Time           | Local           | Arena                                 | Capacidade |
| -------------- | --------------- | ------------------------------------- | ---------- |
| Bjelovar       | Bjelovar        | ŠSD Bjelovar                          | 1,500      |
| Buzet          | Buzet           | Dvorana Buzet                         |            |
| Đakovo         | Đakovo          | Nova školska dvorana                  | 2,000      |
| Dubrava        | Zagreb          | ŠD Dubrava                            | 1,800      |
| Gorica         | Velika Gorica   | Dvorana srednjih škola                |            |
| Karlovac       | Karlovac        | SŠD Mladost                           | 2,750      |
| Marina Kaštela | Kaštel Gomilica | Gradska dvorana Kaštela               |            |
| Ivanić         | Ivanić-Grad     |                                       |            |
| Nexe           | Našice          | Sportska dvorana kralja Tomislava     | 2,500      |
| Poreč          | Poreč           | Sportski Rekreativni Centar Veli Jože | 1,400      |
| Spačva         | Vinkovci        | Sportska dvorana Bartol Kašić         |            |
| Split          | Split           | Spaladium Arena                       | 10,931     |
| Umag           | Umag            |                                       |            |
| Varaždin       | Varaždin        | Varaždin Arena                        | 5,200      |
| Zagreb         | Zagreb          | Arena Zagreb                          | 15,200     |
| Zamet          | Rijeka          | Centar Zamet                          | 2,350      |

|  | Times da SEHA League |

## Temporadas
| Ano  | Campeão              | Segundo          | Terceiro         |
| ---- | -------------------- | ---------------- | ---------------- |
| 1992 | Badel Zagreb         | Zamet Rijeka     | Medveščak Zagreb |
| 1993 | Badel Zagreb         | Medveščak Zagreb | RK Umag          |
| 1994 | Badel Zagreb         | RK Umag          | Medveščak Zagreb |
| 1995 | Badel Zagreb         | Gortan Zadar     | RK Sisak         |
| 1996 | Croatia banka Zagreb | RK Karlovac      | Moslavina Kutina |
| 1997 | Badel Zagreb         | RK Split         | RK Karlovac      |
| 1998 | Badel Zagreb         | RK Split         | Zamet Rijeka     |
| 1999 | Badel Zagreb         | RK Metković      | Zamet Rijeka     |
| 2000 | Badel Zagreb         | RK Metković      | RK Split         |
| 2001 | RK Zagreb            | RK Metković      | RK Split         |
| 2002 | RK Zagreb            | RK Metković      | Medveščak Zagreb |
| 2003 | RK Zagreb            | RK Metković      | Medveščak Zagreb |
| 2004 | RK Zagreb            | RK Metković      | RK Čakovec       |
| 2005 | RK Zagreb            | RK Metković      | RK Čakovec       |
| 2006 | RK Zagreb            | RK Čakovec       | Medveščak Zagreb |
| 2007 | RK Zagreb            | RK Osijek        | RK Čakovec       |
| 2008 | RK Zagreb            | RK Čakovec       | RK Našice        |
| 2009 | RK Zagreb            | RK Nexe Našice   | RK Metković      |
| 2010 | RK Zagreb            | RK Nexe Našice   | RK Sisak         |
| 2011 | RK Zagreb            | RK Nexe Našice   | RK Bjelovar      |
| 2012 | RK Zagreb            | RK Nexe Našice   | RK Sisak         |
| 2013 | RK Zagreb            | RK Nexe Našice   | RK Poreč         |
| 2014 | RK Zagreb            | RK Nexe Našice   | RK Varaždin      |

## Ligações Externas
- Site oficial da liga